# Calymmaria nana
Calymmaria nana es una especie de araña del género Calymmaria, familia Cybaeidae. Fue descrita científicamente por Simon en 1897.
Se distribuye por Canadá y los Estados Unidos. La especie se mantiene activa durante los meses de enero, junio, julio y septiembre.